# Belionota fallaciosa
Belionota fallaciosa es una especie de escarabajo del género Belionota, familia Buprestidae. Fue descrita científicamente por Deyrolle en 1864.

## Distribución geográfica
Habita en Filipinas, China, Camerún, Indonesia, Malasia y Tanzania.